# John e Joe
John e Joe (John et Joe) è una piece teatrale, in lingua francese, della scrittrice ungherese, naturalizzata svizzera, Ágota Kristóf, scritta nel 1972 a Neuchâtel.
L'opera, a tratti surreale, senza mai essere realmente assurda, indugia sui temi dell'amicizia e del valore dei soldi. 

## Trama
L'autrice suddivide la storia in tre "scene" (non li definisce "atti").

### Scena prima
John e Joe, due amici piuttosto trasandati e dai pochi mezzi, si incontrano davanti al dehors di un bar. John propone all'amico di sedersi a prendere qualcosa da bere e Joe, dapprima titubante, si lascia convincere.
I due, tra un discorso e l'altro, ordineranno ben più di una consumazione, iniziando da due semplici bicchieri d'acqua per finire a bere tre grappe ciascuno.
Quando il cameriere porterà loro il conto nascerà un'accesa discussione, ma alla fine sarà John a pagare sia per sé, sia per Joe. Come risarcimento, quest'ultimo darà all'amico un biglietto della lotteria (in realtà è solo un mezzo biglietto) che teneva custodito nel portamonete.

### Scena seconda
I due amici il giorno dopo si incontrano nel medesimo posto, ma questa volta John si presenta in cravatta e con una giacca tutta nuova. Propone allora a Joe di sedersi al tavolo, dicendogli che gli avrebbe offerto tutto ciò che desiderava bere e mangiare. Joe, sebbene scettico, accetta, ma mentre trangugia con voracità i suoi panini, John gli confessa che tutto ciò era possibile perché il mezzo biglietto della lotteria si era dimostrato vincente.
Joe allora reclama parte della vincita e la discussione sfocerà in una vera e propria colluttazione. Il cameriere interviene e fa arrestare John, mentre Joe rimane in possesso del portafoglio dell'amico, gonfio di soldi.

### Scena terza
I due, qualche giorno dopo, si incontrano di fronte al solito dehors. Questa volta è Joe ad essere vestito di tutto punto, mentre John è appena uscito di prigione.
Joe gli confessa che è stato proprio lui ad aver pagato la cauzione per farlo tornare in libertà. Decidono allora di sedersi nuovamente al tavolo: sarà Joe, questa volta, ad offrire le immancabili grappe e con l'ennesimo brindisi la loro amicizia è rinsaldata.